# Vật lý polymer
Vật lý polymer là lĩnh vực vật lý nghiên cứu các polyme, biến động của chúng, tính chất cơ học, cũng như động học của các phản ứng liên quan đến sự thoái hóa và trùng hợp của các polyme và monome tương ứng.
Trong khi môn học này tập trung vào quan điểm của vật lý vật chất ngưng tụ, vật lý polymer ban đầu là một nhánh của vật lý thống kê. Vật lý polymer và hóa học polymer cũng liên quan đến lĩnh vực khoa học polymer, nơi đây được coi là phần ứng dụng của polymer.
Polyme là các phân tử lớn và do đó để giải quyết bằng phương pháp xác định là khá phức tạp. Tuy nhiên, các phương pháp thống kê có thể mang lại kết quả và thường thích hợp, vì các polyme lớn (nghĩa là các polyme có số lượng đơn phân lớn) có thể được mô tả một cách hiệu quả trong giới hạn nhiệt động của vô số đơn phân (mặc dù kích thước thực tế là hữu hạn rõ ràng).
Biến động nhiệt liên tục ảnh hưởng đến hình dạng của các polyme trong dung dịch lỏng, và mô hình hóa hiệu ứng của chúng đòi hỏi phải sử dụng các nguyên tắc từ cơ học thống kê và động lực học. Hệ quả là nhiệt độ ảnh hưởng mạnh đến hành vi vật lý của các polyme trong dung dịch, gây ra sự chuyển pha, sự tan chảy, v.v.
Phương pháp thống kê cho vật lý polymer dựa trên sự tương tự giữa polymer và chuyển động Brown hoặc loại khác của bước đi ngẫu nhiên, đi bộ tự tránh. Mô hình polymer đơn giản nhất có thể được trình bày bởi chuỗi lý tưởng, tương ứng với bước đi ngẫu nhiên đơn giản. Phương pháp tiếp cận thử nghiệm để mô tả các polyme cũng rất phổ biến, sử dụng các phương pháp mô tả polyme, như sắc ký loại trừ kích thước, độ nhớt, tán xạ ánh sáng động và Giám sát phản ứng trùng hợp trực tuyến tự động (ACOMP)  để xác định hóa chất, vật lý, và tính chất vật liệu của polyme. Những phương pháp thí nghiệm này cũng giúp mô hình toán học của các polyme và thậm chí để hiểu rõ hơn về các tính chất của các polyme.

### Một số thuật ngữ về Polymer
Mo-no-me được hiểu là một đơn vị phân tử có khả năng liên kết với ít nhất hai đơn phân tử khác. Quá trình mà chúng liên kết lại với nhau được gọi là quá trình polymer hóa. Trong đó, hai phân tử riêng lẻ của hai loại giống nhau hoặc khác nhau sẽ kết hợp lại với nhau và có chung một cặp electron. Thể thống nhất này hình thành nên một liên kết, gọi là liên kết cộng hóa trị. Khi liên kết này diễn ra tạo thành các phân tử lớn hơn được gọi là polymer.